# هاکوب ترزان
هاکوب ترزان (ارمنی: Հակոբ Զարեհի Թերզյան؛ انگلیسی: Agop Terzan؛ زادهٔ ۳۱ اکتبر ۱۹۲۷ – درگذشته ۴ آوریل ۲۰۲۰) یک ستاره‌شناس فرانسوی ارمنی‌تبار بود. وی مدرک کارشناسی ارشد رشته اخترشناسی را در سال ۱۹۴۹ و مدرک پی‌اچ‌دی در سال ۱۹۶۵ از دانشگاه لیون کسب نمود. وی عضو کمیته ملی اخترشناسی فرانسه و اتحادیه بین‌المللی اخترشناسی می‌باشد. ترزان در طی دهه ۱۹۶۰ میلادی ۷۱۰ ستاره متغیر و ۱۱ خوشه ستاره‌ای کروی را کشف کرد. ترزان همچنین ۱۵۸ سحابی، ۱۲۴ کهکشان، ۱۴۲۸ ستاره با حرکت خاص بالا کشف نموده‌است.